# Трије (Ламанш)
Трије (фр. Trieux) је река у Француској. Дуга је 72 km. Улива се у Ламанш. 